# Dom unga örnarna
Dom unga örnarna är en svensk TV-film från 1982 i regi av Kjell Sundvall. Filmen visades i TV för första gången den 24 februari samma år.

## Handling
Fem män med förflutet inom ungdomsorganisationen Unga Örnar har inte setts på trettio år när de återsamlas för att vandra jubileumsmarsch genom skogen.

## Rollista (urval)
- Kent Andersson - Rune Olofsson, en småföretagare som gått i konkurs
- Ingvar Hirdwall - Gunnar Grävmo, ombudsman
- Iwar Wiklander - Börje Jansson, Konsumföreståndare
- Niels Dybeck - Erling Johansson, snickare
- Lennart Hjulström - Bengt, förtidspensionär
- Lena Dahlman - Gunbritt Grävmo
- Hans-Eric Stenborg - FCO-ordföranden
- Bertil Norström - musikledaren
- Marita Book - Ellen Olofsson (hennes första och enda medverkan som filmskådespelare)[2]

### Fotnoter
1. ↑  ”Dom unga örnarna”. Svensk Filmdatabas. http://www.sfi.se/sv/svensk-filmdatabas/Item/?type=MOVIE&itemid=35907. Läst 24 juli 2012.
2. ↑  ”Marita Book”. Svensk Filmdatabas. http://www.sfi.se/sv/svensk-filmdatabas/Item/?type=PERSON&itemid=286954. Läst 24 juli 2012.